# Cristiano di Rosenborg
Cristiano di Rosenborg (nome completo in danese Christian Frederik Franz Knud Harald Carl Oluf Gustav Georg Erik; Kongens Lyngby, 22 ottobre 1942 – Gentofte, 21 maggio 2013) è stato un conte danese.

## Biografia

### Gioventù
Il conte Cristiano nacque come principe nel 1942 al palazzo di Sorgenfri, terzo e ultimo figlio di Knud e Carolina Matilde.
Dopo il fratello Ingolf, era terzo in linea di successione al trono nel 1953, quando venne emanato l'Atto di Successione che consentì alle figlie di un re di ereditare il trono in assenza di fratelli, facendolo così retrocedere di posizione a favore delle cugine Margherita, Benedetta e Anna Maria.
Fece studi militari e da giovane fu un percussionista di bongo e collezionista. In base a quanto riferito, la sua raccolta di dischi jazz era la più grande in Danimarca. Studiò con Pérez Prado e nel 1963 fu insignito dell'Ordine dell'Elefante.

### Carriera e attività
Si esibì con Edmundo Ros e fondò un proprio gruppo musicale, la Christian of Rosenborg Orchestra.
Prestò servizio nella Regia marina danese per quarant'anni, fino al suo pensionamento nel 2006, in occasione del quale venne nominato tenente comandante del Danish Greenland Patrol. In passato era stato comandante del dragamine Omøsund.
A Kongens Lyngby era attivo nell'Associazione marittima e nell'Associazione turistica della città.

### Matrimonio
Il 27 febbraio 1971 sposò la cittadina Anne Dorte Maltoft-Nielsen (1947-2014), estetista di formazione e modella, senza chiedere il consenso del re. Fu privato di conseguenza del titolo principesco divenendo conte di Rosenborg.

### Morte
Morì il 21 maggio 2013 all'età di 70 anni all'Ospedale Gentofte, a causa del cancro alla gola di cui era affetto dal 2009. Sua moglie morì per la stessa malattia il 2 gennaio 2014. Entrambi sono sepolti nella chiesa di Lyngby.

## Patrocini
- Søndre Strømfjord Roklub;[2]
- Roklubben Skjold;[2]
- Hjemmeværnets Musikkorps;[2]
- Tambourkorps di Copenaghen;[2]
- Hjemmeværnets Pro-Patria fond;[2]
- Bombebøssen.[2]

## Discendenza
Cristiano di Rosenborg e Anne Dorte Maltoft-Nielsen ebbero tre figlie e sette nipoti:
- Josephine Caroline Elisabeth (29 ottobre 1972), sposò Thomas Christian Schmidt ed ebbero due figli;
- Camilla Alexandrine Cristine (29 ottobre 1972), gemella della precedente, sposò Mikael Rosanes ed ebbero quattro figli;
- Feodora Mathilde Helena (27 febbraio 1975), sposò Eric Patte e divorziarono senza aver avuto figli. Sposò in seconde nozze Morten Rønnow ed ebbero una figlia.

## Titoli e trattamento
- 22 ottobre 1942 - 27 febbraio 1971: Sua Altezza, il principe Cristiano di Danimarca
  - in danese: Hendes Kongelige, prins Christian til Danmark[2]
- 27 febbraio 1971 - 21 maggio 2013: Sua Eccellenza, il conte Cristiano di Rosenborg
  - in danese: Hans Excellence, greve Christian af Rosenborg[2]

## Ascendenza
|                                                            |                            |                                                                 | Genitori                                                    |  |  | Nonni |  |  | Bisnonni                   |  |  | Trisnonni                 |  |
|                                                            |                            |                                                                 |                                                             |  |  |       |  |  | Federico VIII di Danimarca |  |  | Cristiano IX di Danimarca |  |
|                                                            |                            |                                                                 |                                                             |  |  |       |  |  | Federico VIII di Danimarca |  |  | Cristiano IX di Danimarca |  |
|                                                            |                            | Luisa d'Assia-Kassel                                            |                                                             |  |  |       |  |  | Federico VIII di Danimarca |  |  |                           |  |
| Cristiano X di Danimarca                                   |                            |                                                                 |                                                             |  |  |       |  |  | Federico VIII di Danimarca |  |  |                           |  |
|                                                            |                            | Luisa di Svezia                                                 | Carlo XV di Svezia                                          |  |  |       |  |  |                            |  |  |                           |  |
|                                                            |                            | Luisa di Svezia                                                 | Carlo XV di Svezia                                          |  |  |       |  |  |                            |  |  |                           |  |
|                                                            |                            | Luisa di Svezia                                                 | Luisa dei Paesi Bassi                                       |  |  |       |  |  |                            |  |  |                           |  |
| Knud di Danimarca                                          |                            | Luisa di Svezia                                                 |                                                             |  |  |       |  |  |                            |  |  |                           |  |
|                                                            |                            | Federico Francesco III di Meclemburgo-Schwerin                  | Federico Francesco II di Meclemburgo-Schwerin               |  |  |       |  |  |                            |  |  |                           |  |
|                                                            |                            | Federico Francesco III di Meclemburgo-Schwerin                  | Federico Francesco II di Meclemburgo-Schwerin               |  |  |       |  |  |                            |  |  |                           |  |
|                                                            |                            | Federico Francesco III di Meclemburgo-Schwerin                  | Augusta di Reuss-Köstritz                                   |  |  |       |  |  |                            |  |  |                           |  |
| Alessandrina di Meclemburgo-Schwerin                       |                            | Federico Francesco III di Meclemburgo-Schwerin                  |                                                             |  |  |       |  |  |                            |  |  |                           |  |
|                                                            |                            | Anastasija Michajlovna Romanova                                 | Michail Nikolaevič Romanov                                  |  |  |       |  |  |                            |  |  |                           |  |
|                                                            |                            | Anastasija Michajlovna Romanova                                 | Michail Nikolaevič Romanov                                  |  |  |       |  |  |                            |  |  |                           |  |
|                                                            |                            | Anastasija Michajlovna Romanova                                 | Cecilia di Baden                                            |  |  |       |  |  |                            |  |  |                           |  |
| Cristiano di Rosenborg                                     |                            | Anastasija Michajlovna Romanova                                 |                                                             |  |  |       |  |  |                            |  |  |                           |  |
|                                                            | Federico VIII di Danimarca | Cristiano IX di Danimarca                                       |                                                             |  |  |       |  |  |                            |  |  |                           |  |
|                                                            | Federico VIII di Danimarca | Cristiano IX di Danimarca                                       |                                                             |  |  |       |  |  |                            |  |  |                           |  |
|                                                            | Federico VIII di Danimarca | Luisa d'Assia-Kassel                                            |                                                             |  |  |       |  |  |                            |  |  |                           |  |
| Harald di Danimarca                                        | Federico VIII di Danimarca |                                                                 |                                                             |  |  |       |  |  |                            |  |  |                           |  |
|                                                            |                            | Luisa di Svezia                                                 | Carlo XV di Svezia                                          |  |  |       |  |  |                            |  |  |                           |  |
|                                                            |                            | Luisa di Svezia                                                 | Carlo XV di Svezia                                          |  |  |       |  |  |                            |  |  |                           |  |
|                                                            |                            | Luisa di Svezia                                                 | Luisa dei Paesi Bassi                                       |  |  |       |  |  |                            |  |  |                           |  |
| Carolina Matilde di Danimarca                              |                            | Luisa di Svezia                                                 |                                                             |  |  |       |  |  |                            |  |  |                           |  |
|                                                            |                            | Federico Ferdinando di Schleswig-Holstein-Sonderburg-Glücksburg | Federico di Schleswig-Holstein-Sonderburg-Glücksburg        |  |  |       |  |  |                            |  |  |                           |  |
|                                                            |                            | Federico Ferdinando di Schleswig-Holstein-Sonderburg-Glücksburg | Federico di Schleswig-Holstein-Sonderburg-Glücksburg        |  |  |       |  |  |                            |  |  |                           |  |
|                                                            |                            | Federico Ferdinando di Schleswig-Holstein-Sonderburg-Glücksburg | Adelaide di Schaumburg-Lippe                                |  |  |       |  |  |                            |  |  |                           |  |
| Elena Adelaide di Schleswig-Holstein-Sonderburg-Glücksburg |                            | Federico Ferdinando di Schleswig-Holstein-Sonderburg-Glücksburg |                                                             |  |  |       |  |  |                            |  |  |                           |  |
|                                                            |                            | Carolina Matilde di Schleswig-Holstein-Sonderburg-Augustenburg  | Federico VIII di Schleswig-Holstein-Sonderburg-Augustenburg |  |  |       |  |  |                            |  |  |                           |  |
|                                                            |                            | Carolina Matilde di Schleswig-Holstein-Sonderburg-Augustenburg  | Federico VIII di Schleswig-Holstein-Sonderburg-Augustenburg |  |  |       |  |  |                            |  |  |                           |  |
|                                                            |                            | Carolina Matilde di Schleswig-Holstein-Sonderburg-Augustenburg  | Adelaide di Hohenlohe-Langenburg                            |  |  |       |  |  |                            |  |  |                           |  |
|                                                            |                            | Carolina Matilde di Schleswig-Holstein-Sonderburg-Augustenburg  |                                                             |  |  |       |  |  |                            |  |  |                           |  |